# Muriel de la Fuente
Muriel de la Fuente település Spanyolországban, Soria tartományban. Muriel de la Fuente Cabrejas del Pinar községgel határos. Lakosainak száma 55 fő (2024).

## Népesség
A település népessége az elmúlt években az alábbi módon változott:
| Lakosok száma | 74   | 91   | 78   | 81   | 74   | 69   | 64   | 61   | 57   | 55   |
|               | 2001 | 2004 | 2007 | 2009 | 2012 | 2014 | 2017 | 2019 | 2022 | 2024 |